# Estadio Gigante de Arroyito
Az Estadio Gigante de Arroyito egy labdarúgó-stadion Rosarióban, Argentínában. Ez az otthona a Rosario Central nevű helyi csapatnak.
A stadion eredetileg 1926-ban épült. Azóta több szakaszban esett át felújításon, – először 1957-ben, majd 1963-ban, 1968-ban, végül pedig 1974 és 1978 között. Az 1978-as világbajnokság egyik helyszíne volt, hat mérkőzést játszottak itt. A stadion 48900 néző befogadására alkalmas. 

## Események

### 1978-as világbajnokság
| Dátum            | Pályaválasztó | Eredmény | Vendég        | Részletek  | Nézők  |
| ---------------- | ------------- | -------- | ------------- | ---------- | ------ |
| 1978. június 2.  | Tunézia       | 3–1      | Mexikó        | 2. csoport | 17 396 |
| 1978. június 6.  | Lengyelország | 1–0      | Tunézia       | 2. csoport | 9 624  |
| 1978. június 10. | Lengyelország | 3–1      | Mexikó        | 2. csoport | 22 651 |
| 1978. június 14. | Argentína     | 2–0      | Lengyelország | B csoport  | 37 091 |
| 1978. június 18. | Argentína     | 0–0      | Brazília      | B csoport  | 37 326 |
| 1978. június 21. | Argentína     | 6–0      | Peru          | B csoport  | 37 315 |